# Арена Люблин
«Арена Люблин» (пол. Arena Lublin) — футбольный стадион в Люблине, домашняя арена футбольного клуба «Мотор» (Люблин). 

## История
Стадион был официально открыт 9 октября 2014 года. Первый матч состоялся в этот же день: на поле вышли команды молодежныx сборных Польши и Италии. На стадион пришло 13 850 зрителя. Первый матч РКС «Мотор» на стадионе провёл 25 октября 2014 года в рамках Третьей лиги против КС «Люблинианка». На матче присутствовало 6500 зрителе.
Рекордная посещаемость «Арена Люблин» была установлена 16 июня 2017 года, когда 14 911 зрителей посетили матч чемпионату Европы по футболу среди молодёжных команд между сборными Польши и Словакии.